# あやめ公園池

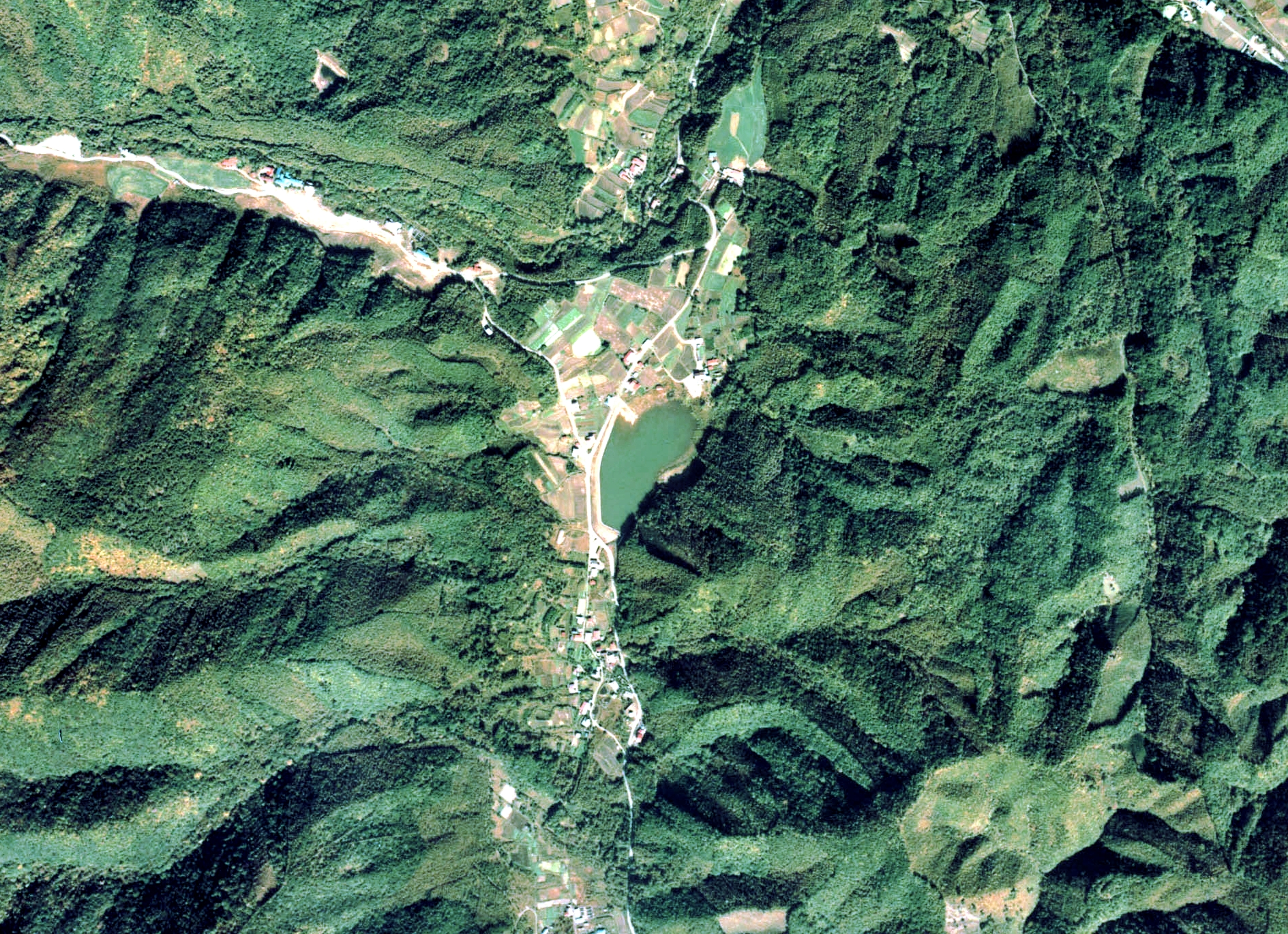
あやめ公園池（菅大平温水ため池）付近の空中写真。1977年撮影。。

あやめ公園池（あやめこうえんいけ）は、長野県木曽郡木祖村にある池。菅大平温水ため池（すげおおだいらおんすいためいけ）の別称。ため池百選。

## 地理
やぶはら高原スキー場の手前、標高900メートルから1,100メートルの地点に位置する。40ヘクタールの農地を潤す農業用のため池（人造湖）で、周囲約750メートル、面積約2,600平方メートルである。水深は最も深い南側の排水口付近で3.7メートルあり、水中にはイワナ・ワカサギ・コイ・ドジョウ・フナなどが生息している。地元ではこうした在来魚の保護に努めており、ブラックバスのような外来魚は生息していない。一方、北側は浅く湿地になっており、ヨシやガマが茂る。北東部の一部はミズゴケに由来する泥炭層が発達しており、池塘も見られる。
もともと当地は湿地帯で、アヤメが多く自生する菅大平天然菖蒲園と呼ばれる場所であった。池は1973年（昭和48年）に建設され、昭和60年代に拡張。米農家を悩ませていた低温障害を解消させ、稲作農業の発展に寄与した。2010年（平成22年）には農林水産省によって「菅大平温水ため池（あやめ公園池）」としてため池百選に選定。湖畔のアヤメ園は古くから当地に自生していたものを地元住民が保全してきたものであり、毎年6月中旬から7月初旬にかけて開花する。
池から流れ出た水は、木曽町との境にそびえる奥峰（標高1,689メートル）の東南側斜面に端を発する栗谷沢と合流して菅川となり、木曽川へと合流している。

## アクセス
公共交通機関
JR中央本線・藪原駅下車、路線バスで20分間。湖畔に「スキー場南」停留所。
自家用自動車
長野自動車道 塩尻ICから38キロメートル、55分間。
中央自動車道 中津川ICから77キロメートル、100分間。